# Petauroides minor
Petauroides minor — вид планерних сумчастих, ендемічних для лісів північно-центрального Квінсленда, Австралія.

## Таксономія
Спочатку він був описаний як підвид Petauroides volans. Однак у 2012 і 2015 роках кілька польових довідників вказали, що Petauroides volans розділений на 3 види, що було підтверджено аналізом 2020 року, який виявив значні генетичні та морфологічні відмінності між трьома видами.
Є деякі докази гібридизації між цим видом і P. armillatus біля південного краю його ареалу.

## Опис
Це найменший з трьох планерних видів Petauroides, він досягає розміру малого кільчастого опосума, хоча довжиною тіла він схожий на P. armillatus. Його можна відрізнити від інших 2 видів за виключно коричнево-сірою шерстю з кремовою нижньою стороною.